# HSM Zaan
De Zaan was een stoomlocomotief van de Hollandsche IJzeren Spoorweg-Maatschappij (HSM).
De locomotief was in 1847 door Emil Keßler in Karlsruhe gebouwd voor de Cöln-Mindener Eisenbahn (CME) met de naam Bielefeld.
Na een ontsporing van de locomotief Gütersloh uit dezelfde serie bij het station Gütersloh in 1851, waarvan de oorzaak aan de te korte asstand werd verweten, werd de achterste loopas van de locomotieven naar achteren verplaatst. De CME stelde de Bielefeld in 1863 buiten dienst.
In 1866 werd de locomotief gekocht door de Nederlandse aannemer W. Jacobs ten behoeve van aanleg van spoorlijnen in Noord-Holland.
In 1870 werd de locomotief door de HSM overgenomen voor de goederendienst op onder andere de spoorlijn Den Helder - Amsterdam. De locomotief kreeg bij de HSM het nummer 35 en de naam Zaan.
De locomotief bleek echter minder geschikt en is hoofdzakelijk voor het rangeren in Den Helder gebruikt tot de buitendienststelling in 1880.
Nadien is de ketel nog tot 1887 gebruikt voor het leveren van stoom voor een stoomhamer in de werkplaats te Haarlem.
| Bouwjaar | CME naam  | Uit dienst CME | In dienst HSM | HSM nummer | HSM naam | Uit dienst HSM | Bijzonderheden                                                                           |
| -------- | --------- | -------------- | ------------- | ---------- | -------- | -------------- | ---------------------------------------------------------------------------------------- |
| 1847     | Bielefeld | 1863           | 1870          | 35         | Zaan     | 1880           | Ketel tot 1887 gebruikt voor leveren stoom voor een stoomhamer in de werkplaats Haarlem. |